# Championnat de Paris de football (USFSA)
Le championnat de Paris de football est une compétition française de football, disputée annuellement entre 1899 et 1914 puis en 1919 et organisée par le Comité de Paris de l'Union des sociétés françaises de sports athlétiques (USFSA).
Le Comité de Paris regroupait essentiellement les clubs des départements de la Seine, de la Seine-et-Oise et de l'Oise
Les clubs parisiens s'affrontaient dans les faits déjà depuis 1894 ; la compétition constituait alors le championnat de France car celui-ci n'était pas encore ouvert aux clubs de province.
Le vainqueur de cette compétition régionale était qualifié pour le championnat de France à partir de 1899. Bien que le football en France se soit développé à Paris, les clubs parisiens ont peiné à s'illustrer dans le championnat de France une fois son ouverture aux clubs provinciaux. Ils n'ont en effet remporté le titre que trois fois, étant régulièrement battus en finale par les clubs du Nord, la véritable place forte du football français à l'époque, ou encore par les Marseillais du Stade helvétique.

## Palmarès
| Année | Champion de France  |                                   |
| ----- | ------------------- | --------------------------------- |
| 1894  | Standard AC         |                                   |
| 1895  | Standard AC         |                                   |
| 1896  | Club français       |                                   |
| 1897  | Standard AC         |                                   |
| 1898  | Standard AC         |                                   |
| Année | Champion de Paris   | Parcours en championnat de France |
| 1899  | Club français       | Finale                            |
| 1900  | Club français       | Finale                            |
| 1901  | Standard AC         | Champion                          |
| 1902  | RC France           | Finale                            |
| 1903  | RC France           | Finale                            |
| 1904  | United SC           | Finale                            |
| 1905  | Gallia Club         | Champion                          |
| 1906  | CA Paris            | Finale                            |
| 1907  | RC France           | Champion                          |
| 1908  | RC France           | Finale                            |
| 1909  | CA Paris            | Finale                            |
| 1910  | Stade français      | Quart de finale                   |
| 1911  | RC France           | Finale                            |
| 1912  | AS française        | Finale                            |
| 1913  | CA Société générale | Demi-finale                       |
| 1914  | AS française        | Quart de finale                   |
| 1919  | RC France           | Quart de finale                   |

## Détails par saison

### Saison 1898-1899

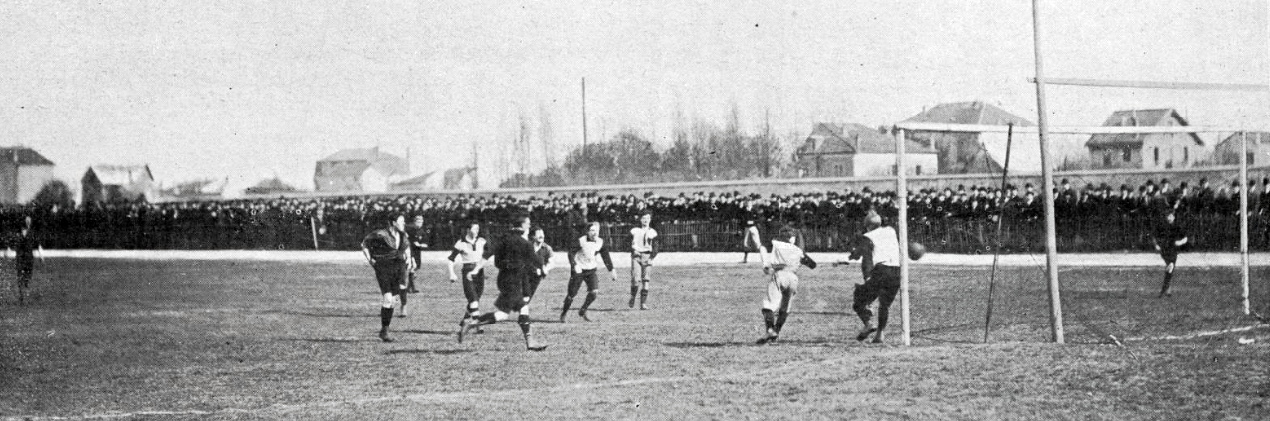
Finale du championnat de Paris entre le Club français et le Standard AC (1899).

Il y a trois séries. Le champion est le Club français.

### Saison 1899-1900

#### Première série
La première série de Paris est remportée par le Club français.
| Place | Club                  | Victoires | Nuls | Défaites | Buts pour | Buts contre | Points |
| ----- | --------------------- | --------- | ---- | -------- | --------- | ----------- | ------ |
| 1er   | Club français         | 13        | 0    | 1        | 45        | 10          | 26     |
| 2e    | Standard AC           | 12        | 0    | 2        | 42        | 14          | 24     |
| 3e    | United SC             | 8         | 2    | 4        | 31        | 24          | 18     |
| 4e    | RC France             | 8         | 1    | 5        | 20        | 17          | 17     |
| 5e    | Paris Star            | 7         | 1    | 6        | 30        | 15          | 15     |
| 6e    | CP Asnières           | 4         | 0    | 10       | 8         | 44          | 8      |
| 7e    | UA 1er arrondissement | 2         | 0    | 12       | 4         | 56          | 4      |
| 8e    | White-Rovers¹         | 0         | 0    | 14       | 0         | 28          | 0      |

- ¹ forfait général des Rovers. Tous leurs matchs sont comptés comme perdus sur un score de 2-0.

#### Deuxième série
La deuxième série de Paris est remportée par la Nationale de Saint-Mandé.

### Saison 1900-1901

#### Première série
42 clubs répartis en quatre niveaux disputent le championnat en région parisienne.
La première série de Paris est remportée par le Standard Athletic Club. En alignant onze victoires lors de ses onze premiers matchs, le SAC s'assure le titre à deux journées du terme du championnat en concédant un premier match nul au Club français lors de sa douzième sortie en championnat. Le SAC aligne ensuite son équipe B pour les deux dernières rencontres de championnat en raison d'une surcharge du calendrier. Le Standard dispute ainsi le même jour son dernier match de championnat (nul face au Paris Star en match en retard) et la finale de la Coupe Sheriff Dewar.
1. Standard AC
2. Club français
3. UA 1er arrondissement
4. Racing club de France
5. United Sports Club
6. Nationale de Saint-Mandé
7. Paris Star
8. CP Asnières

### Saison 1901-1902
Le championnat de Paris est composé de quatre séries.

#### Première série
La première série de Paris est remportée par le RC France. Le Racing remporte le titre à l'issue d'un match de barrage face à l'United SC (2-0) le 6 avril devant 1500 spectateurs. Les Racingmen auraient pu gagner le titre dès le 23 mars en s'imposant face à l'US parisienne, mais ils s'inclinèrent 3-2 lors de cette ultime journée de championnat, obligeant la tenue d'une véritable finale pour départager les deux premiers ex-aequo au classement.
| Place | Club               | Pts | G | N | P | Bp | Bc | Diff. |
| ----- | ------------------ | --- | - | - | - | -- | -- | ----- |
| 1     | RC Paris           | 18  | 8 | 2 | 2 | 34 | 10 | +24   |
| 2     | United SC          | 18  | 9 | 0 | 3 | 31 | 9  | +22   |
| 3     | Standard AC¹       | 12  | 5 | 2 | 5 | 21 | 19 | +2    |
| 4     | Club français      | 11  | 5 | 1 | 6 | 20 | 19 | +1    |
| 5     | US Paris           | 10  | 3 | 4 | 5 | 24 | 27 | -3    |
| 6     | Nationale St-Mandé | 8   | 4 | 0 | 8 | 13 | 39 | -26   |
| 7     | Paris Star         | 7   | 3 | 1 | 8 | 20 | 44 | -24   |

- ¹ fin janvier, l'USFSA disqualifie le Standard pour les 4 derniers matchs, déclarés perdus 1-0.

Finale. : RC France bat United SC
| Finale                | RC France                                                                                         | 2 – 0   | United SC                                                                                             |  |  |
| Dimanche 6 avril 1902 |                                                                                                   | (–)     | |  |  |
| Dimanche 6 avril 1902 | [ Rapport]                                                                                        |         | |  |  |
| Dimanche 6 avril 1902 | T'Kindt - Allemane, ?. Matthey - Graham, Goubeau, Tunmer - Hely, ?. Matthey, Corse, Zeiger, Puget | Équipes | H. Wynn - A. Wynn, E. Wynn - Mainwaring, Kimmins, Gindrat - Forsyth, Probert, Hunt, Biesel, Aub. Wynn |  |  |

#### Deuxième série
La deuxième série de Paris, composée de onze clubs, est remportée par le Gallia Club.
Clubs :
- Gallia Club
- Stade français
- Club amical sportif de Saint-Mandé
- Union sportive et Football Club de Puteaux
- Association sportive internationale
- Football Étoile Club de Levallois
- Cercle pédestre d'Asnières
- Sporting Club amateur
- Club athlétique français
- Sporting Club d'Enghien
- Société athlétique de Montrouge

### Saison 1902-1903
Le championnat est divisé en quatre série.

#### Première série
La première série de Paris est remportée par le Racing club de France. Le titre du Racing est acquis dès la onzième journée de championnat. Le RCF finit la saison en roue libre en enregistrant ses deux seules défaites lors des trois derniers matchs. Le Racing joue ses matchs à domicile au Parc des Princes pour les matchs retour.
1. Racing club de France 22 pts
2. Club français 18 pts
3. US parisienne 16 pts
4. Standard AC 16 pts
5. Nationale de Saint-Mandé 16 pts
6. United Sports Club 14 pts
7. Paris Star 4 pts
8. Gallia Club 2 pts

#### Deuxième série
La deuxième série de Paris est remportée par le FEC Levallois. Le FECL échoue pour la promotion en première en perdant le match de barrage face au dernier de l'élite, le Gallia : 4-0 le 5 avril au Parc des Princes, en lever de rideau de la finale du Championnat national USFSA. Le FECL est finalement promu à la suite d'une réforme de la première série qui comptera douze clubs en 1904, à la suite de la promotion des quatre meilleures formations de deuxième série.

### Saison 1903-1904
Le championnat est composé de quatre séries.

#### Première série
La première série de Paris est remportée par United Sports Club. La compétition compte deux groupes de six équipes. Les deux premiers de chaque groupe participent à une poule finale. L'USC empoche son premier titre de champion de Paris grâce à sa victoire 5-1 face au Racing lors de la dernière journée de la poule finale, à Meudon le 6 mars. Le FC Paris (ex-Nationale de Saint-Mandé) et le Gallia complètent cette poule finale.
Groupe A
- Racing Club de France
- US parisienne
- Paris Star
- FC Paris
- FEC Levallois
- Red Star

Groupe B
- United Sports Club
- Club français
- Standard AC
- Gallia Club
- AS internationale
- SA Montrouge

Poule finale
Les matchs ont lieu les 21 et 28 février et le 6 mars 1904,,.
| Rang | Équipe      | Pts | J | G | N | P | Bp | Bc | Diff |  | Résultats (▼ dom., ► ext.) | USC | FCP | RCF | GC  |
| ---- | ----------- | --- | - | - | - | - | -- | -- | ---- |  | -------------------------- | --- | --- | --- | --- |
| 1    | United SC   | 5   | 3 | 2 | 1 | 0 | 14 | 3  | +11  |  | United SC                  |     | 2-2 | 5-1 | 7-0 |
| 2    | FC Paris    | 4   | 3 | 1 | 2 | 0 | 7  | 6  | +1   |  | FC Paris                   |     |     | 3-2 | 2-2 |
| 3    | RC France   | 2   | 3 | 1 | 0 | 2 | 7  | 9  | -2   |  | RC France                  |     |     |     | 4-1 |
| 4    | Gallia Club | 1   | 3 | 0 | 1 | 2 | 3  | 13 | -10  |  | Gallia Club                |     |     |     |     |

| 1er journée              | United SC                                                                                                 | 2 – 2   | FC Paris                                                                                            |  |  |
| Dimanche 21 février 1904 | Senn · Senn                                                                                               | (1 – 0) | Verlet · Cyprès                                                                                     |  |  |
| Dimanche 21 février 1904 | H. Wynn - A. Wynn, E. Wynn - Falcinelli, Gindrat, Mainwaring - Havercroft, Bone, Senn, Marsh, Grosvillers | Équipes | Beau - Cabaret, C. Bilot - Mazaud, Allemane, G. Bilot - Mesnier, Verlet, Pacini, Cyprès, G. Delolme |  |  |

| 1er journée              | RC France                  | 4 – 1   | Gallia Club                |                                  |                                  |
| Dimanche 21 février 1904 |                            | (–)     |                            | Vélodrome municipal de Vincennes | Vélodrome municipal de Vincennes |
| Dimanche 21 février 1904 | Non communiqué dans L'Auto | Équipes | Non communiqué dans L'Auto | Vélodrome municipal de Vincennes | Vélodrome municipal de Vincennes |

| 2e journée               | United SC                                          | 7 – 0   | Gallia Club                |                          |                          |
| Dimanche 28 février 1904 | Weber · Nicolaï · Lewy · Havercroft · (sans ordre) | (4 – 0) |                            | Stade Buffalo, Montrouge | Stade Buffalo, Montrouge |
| Dimanche 28 février 1904 | Non communiqué dans L'Auto                         | Équipes | Non communiqué dans L'Auto | Stade Buffalo, Montrouge | Stade Buffalo, Montrouge |

| 2e journée               | FC Paris                                                                                              | 3 – 2   | RC France                                                                                             |                                |                                |
| Dimanche 28 février 1904 | Delolme · Mesnier · Cyprès                                                                            | (1 – 0) | Jordan · van Hasselt                                                                                  | Terrain du FC Paris, Joinville | Terrain du FC Paris, Joinville |
| Dimanche 28 février 1904 | Beau - Verlet, Cabaret - C. Bilot, Allemane, Mazaud - H. Delolme, Mesnier, Pacini, Cyprès, G. Delolme | Équipes | T'Kint - Lejeune, Aghad - Juéry, Tunmer, F. Matthey - Puget, Jordan, Ferrero, R. Matthey, van Hasselt | Terrain du FC Paris, Joinville | Terrain du FC Paris, Joinville |

| 3e journée           | United SC                                                                                          | 5 – 1   | RC France                                                                                               |  |  |
| Dimanche 6 mars 1904 | | (–)     | |  |  |
| Dimanche 6 mars 1904 | H. Wynn - A. Wynn, E. Wynn - Nicolaï, Gindrat, Mallet - Grosvillers, Marsh, Senn, Bone, Havercroft | Équipes | T'Kint - F. Matthey, Lejeune - Goubeau, Tunmer, Juéry - Puget, Jordan, Ferrero, R. Matthey, van Hasselt |  |  |

| 3e journée           | FC Paris                                                                                            | 2 – 2   | Gallia Club                                                                                      |  |  |
| Dimanche 6 mars 1904 | G. Bilot · ?. Bilot                                                                                 | (–)     | Richer · Nicolet                                                                                 |  |  |
| Dimanche 6 mars 1904 | Landry - Verlet, Cabaret - Mazaud, Allemane, G. Bilot - C. Bilot, Harry, Pacini, Cyprès, G. Delolme | Équipes | Cristini - Fontaine, Nicolet - G. Bally, Baldon, S. Bally - Jouve, Luck, Bayrou, Pougnet, Richer |  |  |

#### Deuxième série
Groupe Est
- AS albertivillarienne
- CA français
- Chantilly FC
- Saint-Ouen FC
- Étoile sportive parisienne
- SC montgeronnais
- Arago Sports
- CS athlétiques
- CAS Saint-Mandé

Groupe Ouest
- Athlétique
- Cercle pédestre d'Asnières
- SC Enghien
- CA XIVe
- US Puteaux
- Curva Via
- UA dionysienne
- Stade français

### Saison 1904-1905
Le championnat est divisé en 4 séries.
La première série de Paris est remportée par le Gallia Club. Une poule unique de douze clubs puis une poule finale à quatre pour attribuer le titre. Le Gallia Club, United SC, le Club Français et le Racing CF participent à cette poule finale, enlevée par le Gallia Club.
- United Sports Club
- FC Paris
- Racing club de France
- US parisienne
- Gallia Club
- SA Montrouge
- Standard AC
- Paris Star
- FEC Levallois
- CA XIVe
- Club français
- AS française

### Saison 1905-1906
Le championnat est divisé en quatre séries.

#### Première série
La première série de Paris est remportée par CA Paris (ex-Nationale de Saint-Mandé puis FC Paris). Poule unique de douze clubs. Chaque club joue onze matchs de championnat (pas de matchs retour). Le CAP remporte le titre le 18 mars grâce à une victoire 4-0 contre le Standard lors de la dixième et avant-dernière journée.
- Standard AC
- Red Star
- Gallia Club
- Club français
- United Sports Club
- CA XIVe
- CA Paris
- Racing club de France
- AS française
- SA Montrouge
- US parisienne
- Club athlétique français

#### Deuxième série
Groupe Ouest
- AS Laugier
- AS Albertivillarienne
- Football Étoile Club de Levallois
- US Clichy
- Cercle athlétique
- UA dyonisienne
- Stade français

Groupe Est
- Société athlétique de Pantin
- Étoile sportive parisienne
- SC montgeronnais
- Arago Sports
- CS athlétiques
- SC Enghien
- UA Ier arrondissement
- CAS Saint-Mandé

### Saison 1906-1907
Le championnat est divisé en quatre série.
La première série de Paris est remportée par RC France.
- Club français
- United Sports Club
- Standard AC
- AS française
- Club athlétique français
- US parisienne
- Racing club de France
- CA XIVe
- CA Paris
- Gallia Club

### Saison 1907-1908
Le championnat est divisé en quatre séries.

#### Première série
La première série de Paris est remportée par RC France.
- Racing club de France
- AS française
- Club français
- CA Paris
- Gallia Club
- United Sports Club
- US parisienne
- Standard AC
- CA XIVe
- Club athlétique français

#### Deuxième série
- Raincy Sports
- Lamorlaye Corinthians FC
- SA Pantin
- SA Montrouge
- UA Ier
- SC Amical
- Red Star AC
- Stade français
- US Clichy
- Football Étoile Club de Levallois

### Saison 1908-1909
Le championnat est divisé en quatre séries.

#### Première série
La première série de Paris est remportée par CA Paris.
| Rang | Équipe        | Pts | J | G | N | P | Bp | Bc | GA |
| ---- | ------------- | --- | - | - | - | - | -- | -- | -- |
| 1    | CA Paris      | 24  | 9 | 7 | 1 | 1 |    |    |    |
| 2    | AS française  | 21  | 9 | 6 | 0 | 3 |    |    |    |
| 3    | CA XIVe       | 21  | 9 | 5 | 2 | 2 |    |    |    |
| 4    | Club français | 20  | 9 | 5 | 1 | 3 |    |    |    |
| 5    | Gallia Club   | 19  | 9 | 4 | 2 | 3 |    |    |    |
| 6    | RC France     | 19  | 9 | 5 | 0 | 4 |    |    |    |
| 7    | Standard AC   | 19  | 9 | 4 | 2 | 3 |    |    |    |
| 8    | US Clichy     | 15  | 9 | 2 | 2 | 5 |    |    |    |
| 9    | United SSC    | 13  | 9 | 2 | 0 | 7 |    |    |    |
| 10   | US parisienne | 8   | 9 | 0 | 0 | 9 |    |    |    |

| - Champion et qualifié pour le championnat de France - Poule de classement première et deuxième série |

#### Deuxième série
- Stade français
- SC Amical
- Red Star AC
- Sporting Club de Vaugirard
- Cercle pédestre d'Asnières
- UA Internationale
- Union athlétique de Maisons-Laffitte
- Olympique
- CA français
- Football Étoile Club de Levallois

### Saison 1909-1910
Le championnat est divisé en quatre séries.
Classement.

#### Première série
La première série de Paris est remportée par Stade français. Le Stade français, le Racing et l'ASF étant à égalité (22 points) au terme du championnat, une poule finale à trois est organisée.
- RC France
- Stade français
- CA Paris
- AS française
- Club français
- Gallia Club
- Standard AC
- CA XIVe
- US Clichy
- Red Star AC

#### Deuxième série
- Cercle pédestre d'Asnières
- UA Internationale
- Raincy Sports
- CA Sports généraux
- Football Étoile Club de Levallois
- UA Maisons-Laffitte
- Olympique
- CA français
- Paris université club
- Union sportive parisienne forfait général

### Saison 1910-1911
Le championnat de Paris compte 4 séries.
La première série de Paris est remportée par Racing Club de France. À la suite de la défection de plusieurs clubs de première et deuxième série, partis former la Ligue de football association, le championnat de première série de Paris se réduit à huit clubs. Chaque club s'affronte une fois. Les quatre premiers disputent une poule finale, tandis que les quatre derniers s'affrontent en poule de maintien. Une victoire vaut 3 points, un nul 2 points et une défaite 1 point.
Les sept journées de la première phase ont lieu entre le 16 octobre et le 4 décembre 1910,,,,,,. Les matchs Stade français - CA XIVe et US Clichy - AS française de la 7e journée sont reportés et joués le 18 décembre. Le match US Clichy - Club français de la 6e journée est reporté et joué le 8 janvier 1911.
| Rang | Équipe              | Pts | J | G | N | P | Bp | Bc | GA    |  | Résultats (▼ dom., ► ext.) | RCF | USC | CSG | GC   | ASF | CF  | SF  | XIV |
| ---- | ------------------- | --- | - | - | - | - | -- | -- | ----- |  | -------------------------- | --- | --- | --- | ---- | --- | --- | --- | --- |
| 1    | RC France           | 21  | 7 | 7 | 0 | 0 | 40 | 13 | 3,077 |  | RC France                  |     | 9-0 | 1-0 | 10-4 | 5-4 | 5-3 | 6-1 | 4-1 |
| 2    | US Clichy           | 18  | 7 | 5 | 1 | 1 | 16 | 12 | 1,333 |  | US Clichy                  |     |     | 1-1 | 3-1  | 1-0 | 3-1 | 4-0 | 4-0 |
| 3    | CA Société générale | 15  | 7 | 3 | 2 | 2 | 17 | 9  | 1,889 |  | CA Société générale        |     |     |     | 3-1  | 2-2 | 1-2 | 3-1 | 7-1 |
| 4    | Gallia Club         | 14  | 7 | 3 | 1 | 3 | 20 | 24 | 0,833 |  | Gallia Club                |     |     |     |      | 3-3 | 4-2 | 3-2 | 4-1 |
| 5    | AS française        | 13  | 7 | 2 | 2 | 3 | 15 | 17 | 0,882 |  | AS française               |     |     |     |      |     | 2-0 | 1-4 | 3-2 |
| 6    | Club français       | 13  | 7 | 3 | 0 | 4 | 12 | 16 | 0,75  |  | Club français              |     |     |     |      |     |     | 2-0 | 2-1 |
| 7    | Stade français      | 9   | 7 | 1 | 0 | 6 | 10 | 23 | 0,435 |  | Stade français             |     |     |     |      |     |     |     | 2-4 |
| 8    | CA XIVe             | 9   | 7 | 1 | 0 | 6 | 10 | 26 | 0,385 |  | CA XIVe                    |     |     |     |      |     |     |     |     |

| - Poule de titre - Poule de maintien |

Pour les poules finales, les points sont conservés et les clubs s'affrontent une nouvelle fois. Les matchs ont lieu les 22 janvier, 29 janvier et 5 février 1911.
| Rang | Équipe              | Pts | J  | G | N | P | Bp | Bc | GA  |  | Résultats (▼ dom., ► ext.) | RCF | USC | CSG | GC  |
| ---- | ------------------- | --- | -- | - | - | - | -- | -- | --- |  | -------------------------- | --- | --- | --- | --- |
| 1    | RC France           | 29  | 10 | 9 | 1 | 0 | 46 | 16 | +30 |  | RC France                  |     | 2-2 | 2-1 | 2-0 |
| 2    | US Clichy           | 24  | 10 | 6 | 2 | 2 | 26 | 20 | +6  |  | US Clichy                  |     |     | 0-6 | 8-0 |
| 3    | CA Société générale | 22  | 10 | 5 | 2 | 3 | 26 | 12 | +14 |  | CA Société générale        |     |     |     | 2-1 |
| 4    | Gallia Club         | 17  | 10 | 3 | 1 | 6 | 21 | 36 | -15 |  | Gallia Club                |     |     |     |     |

| Champion de Paris et qualifié pour le championnat de France |

| Rang | Équipe         | Pts | J  | G | N | P | Bp | Bc | GA    |  | Résultats (▼ dom., ► ext.) | ASF | CF  | XIV | SF  |
| ---- | -------------- | --- | -- | - | - | - | -- | -- | ----- |  | -------------------------- | --- | --- | --- | --- |
| 5    | AS française   | 22  | 10 | 5 | 2 | 3 | 31 | 20 | 1,55  |  | AS française               |     | 7-1 | 4-2 | 5-0 |
| 6    | Club français  | 17  | 10 | 3 | 1 | 6 | 16 | 27 | 0,593 |  | Club français              |     |     | 0-1 | 3-3 |
| 7    | CA XIVe        | 16  | 10 | 3 | 0 | 7 | 17 | 32 | 0,531 |  | CA XIVe                    |     |     |     | 4-2 |
| 8    | Stade français | 13  | 10 | 1 | 1 | 8 | 15 | 35 | 0,429 |  | Stade français             |     |     |     |     |

| Poule de maintien interséries |

### Saison 1911-1912
La première série de Paris est remportée par AS Française. Poule unique de douze clubs (pas de matchs retour). L'ASF et le CASG terminent à égalité de points nécessitant la tenue d'un match de barrage. L'ASF remporte le titre le 25 février en gagnant 3-1 face au CASG au Stade du Matin à Colombes.
- Paris UC
- CASG
- Stade français
- Club français
- CA XIVe
- US Clichy
- AS française
- Raincy Sports
- Gallia Club
- CP Asnières
- Racing club de France
- Sporting club amical

### Saison 1912-1913
La première série de Paris est remportée par le CASG. Poule unique de douze clubs (pas de matchs retour). L'ASF et le CASG terminent à égalité de points (29) nécessitant la tenue d'un match de barrage,. Le CASG remporte le titre le 23 février en gagnant 3-1 face à l'ASF au Stade du Matin à Colombes. Le Club français et le RC France terminent à égalité de points (28) pour la troisième place.
- AS française
- CA XIVe
- Standard AC
- Sporting club amical
- US Clichy
- Racing club de France
- CASG
- Gallia Club
- Club français
- Paris UC
- Stade français
- Raincy Sports

### Saison 1913-1914
Le championnat est composé de trois séries.
La première série de Paris est remportée par l'AS française. Poule unique de douze clubs (pas de matchs retour). L'ASF gagne le titre le 22 février grâce à une victoire 7-1 contre le Racing à l'occasion de la dernière journée du championnat.
| Rang | Équipe              | Pts | J  | G | N | P | Bp | Bc | GA |
| ---- | ------------------- | --- | -- | - | - | - | -- | -- | -- |
| 1    | AS française        | 28  | 11 | 8 | 1 | 2 |    |    |    |
| 2    | CA Société générale | 27  | 11 | 8 | 0 | 3 |    |    |    |
| 3    | Club français       | 25  | 11 | 6 | 2 | 3 |    |    |    |
| 4    | Gallia Club         | 25  | 11 | 7 | 0 | 4 |    |    |    |
| 5    | CA XIVe             | 24  | 11 | 6 | 1 | 4 |    |    |    |
| 6    | Stade français      | 23  | 11 | 6 | 0 | 5 |    |    |    |
| 7    | RC France           | 23  | 11 | 6 | 0 | 5 |    |    |    |
| 8    | USA Clichy          | 21  | 11 | 5 | 0 | 6 |    |    |    |
| 9    | Standard AC         | 18  | 11 | 3 | 1 | 7 |    |    |    |
| 10   | UA internationale   | 17  | 11 | 2 | 2 | 7 |    |    |    |
| 11   | Paris UC            | 17  | 11 | 3 | 0 | 8 |    |    |    |
| 12   | CA Enghien          | 16  | 11 | 2 | 1 | 8 |    |    |    |

### Saison 1918-1919
En demi-finale, le RC France bat l'AS française par 2-0, tandis que le Standard AC bat l'US Clichy par 2-1. En finale, le Racing s'impose 3-1, grâce à un doublé de Triboulet et un but de Matthey contre un but d'Edward.